# ديفيد ناكهيد
ديفيد ناكهيد (بالإنجليزية: David Nakhid)‏ هو لاعب ومدرب كرة قدم سابق وسياسي ترينيدادي ولد في يوم 15 مايو 1964 في بورت أوف سبين عاصمة ترينيداد وتوباغو. لعب في مركز الوسط ولعب مع أندية بلتيمور بلاست و كونينكليجك سبورتفرينغنغ فاريغيم وغراسهوبر زيورخ وباوك تسالونيكي ونادي الأنصار ونادي جو بابليك ونيو إنجلاند ريفولوشن ونادي مالمو ونادي الإمارات ونادي المبرة وكاليدونيا إي آي إي. لعب مع منتخب ترينيداد وتوباغو لكرة القدم في 35 مباراة وسجل 8 أهداف. كما لعب مع منتخب لبنان لكرة القدم مباراة دولية واحدة أثناء احترافه في نادي الأنصار. درب أيضاً عدة أندية في ترينيداد وتوباغو وفي لبنان، منها نادي الراسينغ بيروت. في سنة 2020 ترشح في إنتخابات مجلس النواب الترينيدادي عن حزب المجلس القومي الموحد.

## روابط خارجية
- ديفيد ناكهيد على موقع الاتحاد الدولي (مؤرشف)  (الإنجليزية)
- ديفيد ناكهيد على موقع الدوري الأمريكي (الإنجليزية)
- ديفيد ناكهيد على موقع قاعدة بيانات كرة القدم.إي يو (الإنجليزية)
- ديفيد ناكهيد على موقع ناشيونال فوتبول تيمز (الإنجليزية)